# Wawa (langue)
Pour les articles homonymes, voir Wawa.
Le wawa est une langue bantoïde mambiloïde  parlée au Cameroun dans la Région de l'Adamaoua, le département du Mayo-Banyo, l'arrondissement de Bankim, à l'ouest de Banyo, particulièrement dans neuf villages : Mbenguedje, Oumyari, Ndi, Gandoua, Yabam, Mbassewa, Kassala, Gaoula et Dembesse.
Avec 3 000 locuteurs en 1991, c'est une langue en danger (statut 6b).